# Michael Kauter
Michael Kauter (* 18. února 1979 Bern, Švýcarsko) je bývalý švýcarský sportovní šermíř, který se specializoval na šerm kordem. Je synem bývalého švýcarského reprezentanta ze sedmdesátých let Christiana Kautera a bratr švýcarského reprezentanta Fabiana Kautera. Švýcarsko reprezentoval v prvních letech nového tisíciletí. Na olympijských hrách startoval v roce 2008 a v soutěži jednotlivců vypadl v osmifinále. V soutěži jednotlivců vybojoval na mistrovství Evropy v roce 2008 třetí místo. Se švýcarským družstvem kordistů vybojoval na mistrovství Evropy v roce 2009 druhé místo.